# Idioma volsco

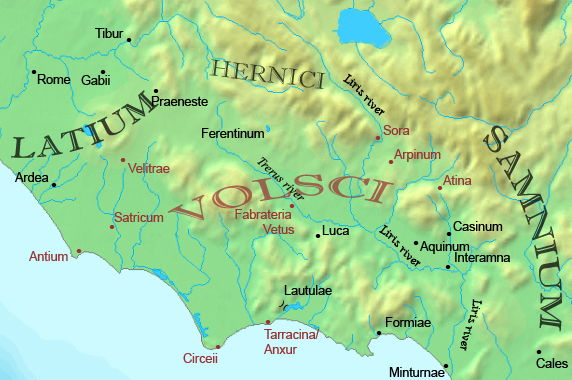
Localización de los volscos en el Lacio.

El volsco era una lengua osco-umbra estrechamente emparentada con el umbro hablada por los volscos en Velitrae (actualmente Velletri) en el sureste de Lacio.

## Aspectos históricos, sociales y culturales

### Inscripciones
El volsco está testimoniado en una sola inscripción encontrada en Velitrae (actualmente Velletri), que data aproximadamente de principios del siglo III a. C.; está tallada en una pequeña placa de bronce (actualmente expuesta en el Museo Arqueológico Nacional de Nápoles). Esta placa debió estar unida algún tipo de objeto votivo y estaba dedicada al dios Declunus o Decluna (existe incertidumbre sobre si se trataba de un dios o una diosa).
Al buscar una explicación, quizás podamos confiar, al menos en parte, en la evidencia de la etnia misma: el nombre Volsci pertenece a lo que podría llamarse el grupo -co- de nombres tribales en el centro, y principalmente en la costa occidental, de Italia, todos los cuales fueron sometidos por los romanos antes de finales del siglo IV a. C y muchos de los cuales fueron conquistados por los samnitas aproximadamente un siglo antes o más.  Son, de sur a norte, oscos, auruncios, érnicos, marrucinos, faliscos; con éstos estaban sin duda asociados los habitantes originales de Aricia y de Sidicinum, de Vescia entre los Aurunci, y de Labici cerca del territorio érnico.
El mismo elemento formativo aparece en el adjetivo Mons Massicus, y los nombres Glanica y Marica pertenecientes al distrito de Auruncan, con Graviscae en el sur de Etruria, y algunos otros nombres en el centro de Italia (ver " I due strati nella  popolazione Indo-Europea dell'Italia Antica,  "en el  Atti del Congresso Internazionale di Scienze Storiche , Roma, 1903, p. 17).  Con estos nombres deben juzgarse claramente las formas "estruca" y "tuscas", aunque estas formas no deben considerarse como nada más que los nombres dados a los etruscos por la gente entre la que se establecieron. Ahora, la fortuna histórica de estas tribus se refleja en varios de sus nombres (ver Sabino). Los conquistadores samnitas y romanos tendieron a imponer la forma de su propia etnia, a saber, el sufijo "-no-", sobre las tribus que conquistaron; de ahí que los marrucinos se convirtieran en marrucinos, los sarcos en aricinos, y parece al menos probable que las formas sidicinos, cerecinos y otras de esta forma sean el resultado de este mismo proceso.
La conclusión sugerida es que estas tribus -co- ocuparon el centro y la costa oeste de Italia en el momento de la invasión etrusca (civilización etrusca);  mientras que las tribus -no- solo llegaron a esta parte de Italia, o al menos solo se hicieron dominantes allí, mucho después de que los etruscos se hubieran establecido en la península.
Queda, por tanto, preguntarse si se puede tener alguna información sobre el idioma de este primitivo pueblo "-co-" y si se les puede identificar como los autores de alguno de los diversos estratos arqueológicos ahora reconocidos en suelo italiano. Si las conclusiones sugeridas por sabinos pueden aceptarse como sólidas, deberíamos esperar encontrar a los volscos hablando un idioma similar al de los ligures, cuya afición por el sufijo -sco- se ha notado, e idéntica  con el hablado por los plebeyos de Roma, y que esta rama del indoeuropeo fue una de las que preservaron a las velares indoeuropeas originales de la labialización que les sobrevino en el habla de los samnitas, El lenguaje de la inscripción de Velitrae ofrece en  A primera vista una dificultad desde este punto de vista, en la conversión que muestra de q a p, pero la etnia de velitras es Veliternus, y la gente es llamada en la propia inscripción Velestrom (genitivo plural);  así que nada impide suponer que hubo un asentamiento de sabinos entre las colinas volscas, con su lengua, hasta cierto punto, (por ejemplo, en los diptongos y palatales) corrompida por el habla a su alrededor, tal como fue el caso con la lengua sabina de los iguvinos, cuyo mismo nombre se convirtió en "Iguvinatos", siendo el sufijo "-ti-" mucho más frecuente entre las tribus "-co-" que entre los sabinos.
El etnónimo volsco también es interesante no solo por su sufijo -co, la forma antigua volscos claramente contine una palabra cognada del griego helos. Ambas derivarían de *velos-, en griego la semivocal se aspira y en latín y volsco da regularmente volus- también el teónimo Marica ("diosa de las marismas") entre los auruncos aparece también en la costa de Picenum y entre los lugres, y Esteban de Bizancio identificó a los oscos con los sículos. Es notorio como muchos lugares pantanosos tienen están asociados con un sufijo -co o -ca. Aparte de los auruncos y la diosa Marica y las intempestaeque Graviscae (Eneida 10.184), se tiene el término Ustica cubans en Horacio (Odas 1.17.1), los ernicos in el Valle del Trero, y los términos Satricum y Glanica en las marismas pontinas.

## Descripción lingüística
La lengua de esta inscripción muestra características claramente relacionadas con la lengua de las Tablas Eugubinas (Tablas eugubinas), escritas en idioma umbro. En esa inscripción se aprecian algunos rasgos típicos osco-umbros, por ejemplo la labiovelar indoeuropea *kʷ aparece como labial p así en se tiene volsco pis = latín quis. Al igual que el umbro también y a diferencia del osco, reduce los diptongos a vocales simples: volsco si = osco svai, volsco deue = osco = deuai. Este fenómeno resulta natural porque geográficamente el volsco aunque más estrechamente relacionado con el umbro que con el osco, está geográficamente más cercano al segundo.
La inscripción encontrada dice:
| Volsco                                                                                                | Latín | Español |
| --- | --- | --- |
| Deue Declune statom: Se pis atahus pis Velestrom facia esaristrom se bim asif vesclis vinu arpatitus. | Deus Declune statum: Si quis attigeris quis Velestriam faciat sacrificium si bovem asses vasculis vino appetiti.   | Dios Declune del estado: Si quien tocará a alguien de Velestria hacía el sacrificio del buey, los ases, las vasijas y el vino apetecido. |
| Se pis toticu covehriu sepu ferom pihom estu ec se Sepies Cosuties Ma Ca Tafanies medix sistiatiens.  | Si quis publico curia sape ferre pium esto hic si Sepius Cossutius, Marcus Cavius Tafanius magistratus statuerent. | Si quien del público de la asamblea sabe traer esto piadoso aquí si los magistrados Sepio Cossetio y Marcos Cavio Tafanio estuvieran.    |